# 西村楠亭
西村 楠亭（にしむら なんてい、宝暦5年（1755年）‐天保5年6月20日（1834年7月26日））は江戸時代後期の円山派の絵師。

## 来歴
円山応挙の門人。西村氏、名は予章、字は士（子）風、楠亭は号。京都の商家で木綿縞織を商う嶋屋庄右衛門の子として生まれる。寛政から天保初年にかけて作画をしている。天明の大火後に起きた寛政度内裏造営に伴う障壁画では、応挙門下に混じり願書を提出するが採用はされなかった。肉筆風俗画をよくしている他、絵本の作がみられる。しかし、今日確認されている作品は、かなり少ない。文化10 年（1813年）頃成立の「畫師相撲見立」では、前頭筆頭に番付されている。天保5年、80歳で没す。墓所は西大谷ともされるが確認されていない。

## 作品

### 絵本
- 『壬生絵本扮戯尽（きょうげんづくし）』 1冊 寛政元年（1789年）2月刊
- 『楠亭画譜』 上中下3冊 享和4年（1804年）正月刊
- 『楠亭画譜 後編』 1冊 文政9年（1826年）3月刊 - 内題は『人物画譜』。歌人野口比礼雄の序があり、その年記は「文政六年九月」とある。

### 肉筆画
| 作品名                                               | 技法         | 形状・員数     | 寸法（縦x横cm）   | 所有者                 | 年代                  | 落款・印章                                     | 備考                                                   |
| ---------------------------------------------------- | ------------ | -------------- | ----------------- | ---------------------- | --------------------- | ---------------------------------------------- | ------------------------------------------------------ |
| 競馬図絵馬                                           |              | 絵馬1面        | 132.5x212.8       | 御調八幡宮             | 1804年（文化元年9月） | 款記「平安 楠亭寫」/「豫章（？）之印」白文方印 | 御調八幡宮所蔵の絵馬の中では最も大きい                 |
| 意馬心猿図絵馬                                       |              |                |                   | 安井金比羅宮           | 1804年（文化元年）    |                                                |                                                        |
| 難船図絵馬                                           |              |                |                   | 安井金比羅宮           | 不詳                  |                                                | 安井金比羅宮には楠亭弟子の岩﨑甚兵衞の絵馬もあるという |
| 玄徳躍馬跳檀渓（玄徳、馬を躍らせて檀渓を跳ぶ）図絵馬 | 板金地著色   | 絵馬1面        | 100.9x175.8       | 厳島神社               | 1811年（文化8年）     | 款記「平安 楠亭寫」/「豫章之印」白文方印       |                                                        |
| 唐人船図絵馬                                         |              |                |                   | 棚倉孫神社             |                       |                                                |                                                        |
| 白梅狗子、紅葉双鹿図屏風                             | 紙本著色     | 六曲一双       | 156.1x357.4（各） |                        |                       |                                                |                                                        |
| 月次風俗図屏風                                       | 紙本墨画淡彩 | 六曲一双押絵貼 | 131.4x52.4と53.7  |                        |                       |                                                |                                                        |
| 賀茂祭礼図屏風                                       | 紙本著色     | 六曲一双       | 164.5x361.0（各） |                        |                       |                                                |                                                        |
| 五美人図                                             | 絹本著色     | 二曲一隻       |                   | 萬野美術館旧蔵         |                       |                                                |                                                        |
| 京洛繁昌図巻                                         | 紙本淡彩     | 3巻            | 38.0x787.0（各）  | キヨッソーネ東洋美術館 |                       |                                                |                                                        |